# MLB Slam!
Az MLB Slam! baseball-videójáték, melyet a Blue Heat Games és Hexacto Games fejlesztett és a THQ Wireless jelentetett meg. A játék 2003 augusztusában jelent meg mobiltelefonokra, melyet két hónappal később egy N-Gage-átirat követett.
A játék mobiltelefonos kiadása kedvező kritikai és kereskedelmi fogadtatásban részesült, ezért 2004 júliusában MLB Slam 2004 címmel folytatást kapott. Az N-Gage-kiadás kritikai és kereskedelmi bukás lett.

## Fogadtatás
| Összegzőoldal | Értékelés |
| ------------- | --------- |
| GameRankings  | 41% (NG)  |

| Szerző   | Értékelés                  |
| -------- | -------------------------- |
| GameSpot | 1,7/10 (NG)                |
| IGN      | 8,5/10 (mobil) 3,3/10 (NG) |

A játék N-Gage-változata a GameRankings kritikaösszegző weboldal adatai szerint általánosságban kedvezőtlen kritikai fogadtatásban részesült. A GameSpot a történelmének egyik legalacsonyabb pontszámát, 1,7/10-et adott a játék N-Gage-kiadására, kritizálva a grafikát, a hangzást, a játékmenetet és a mesterséges intelligenciát, ezzel szemben kizárólag a többjátékos módot emelte ki pozitívumként. Összegzésként megjegyezte, hogy „Az MLB Slam! olyan játék, melyet lehetetlen bárkinek is ajánlani. A rosszul megtervezett játékmenete és az unalmas, szoftverhibákkal teli grafikája még a legfanatikusabb baseballrajongót is meggátolja a látottak élvezésében.” Az IGN hasonlóan gyenge, 3,3/10-es pontszámot adott a játékra, kritizálva az interaktivitás hiányát, a „kőkorszaki 8 bites” grafikát és animációkat, a gyenge kamerakezelést, a zene, a hangkommentár és egyéb stadionhangok hiányát, ezzel szemben viszont dicsérte a kiterjedt szezonmódot, a Dream Team játékmódot és a részletes statisztikákat. Összegzésként megjegyezte, hogy „Az N-Gage első baseballjátékának nem sikerült kihasználni a rendszer képességeit és szinte minden aspektusában alulmarad a hasonló Game Boy Advance-címekkel szemben.” A weboldal a játék mobiltelefonos kiadására kedvezőbb, 8,5/10-es pontszámot adott, dicsérve a játékmenetet, viszont kritizálva a „NES szintje alatti” grafikát és animációkat. A játékot az egyik első olyan mobiltelefonos baseballjátéknak nevezte, ahol a külcsín helyett a tartalmat helyezték az előtérbe és összegzésként megjegyezte, hogy „A Blue Heat Gamesnek […] valóban sikerült valami különlegeset összehozni ezzel a primitív kinézetű baseballjátékkal, ami néhány perc játék után bebizonyítja, hogy mégse olyan primitív. A sportrajongóknak ez jól elköltött pénzt fog jelenteni.”
Észak-Amerikában a játék N-Gage-verziójából megjelenése hónapjában mindössze 153 példányt adtak el a The NPD Group adatai szerint.